# Ella Lily Hyland
Ella Lily Hyland (Carlow, 3 de junio de 1998) es una actriz irlandesa. Conocida por sus papeles en Palomas Negras (2024), Golpe de revés (2023) y Five and a Half Love Stories in an Apartment in Vilnius, Lithuania (2023).

## Biografía
Nacida en 1998 en Carlow, Irlanda, su abuelo Dinny Hyland fue un saltador con pértiga irlandés que batió récords. Su primo Jamie Hyland es campeón escolar de atletismo de toda Irlanda. Se formó en salto con pértiga y salto de longitud hasta la adolescencia y en 2020 se graduó en la Academia Lir de Dublín.
Tuvo su primer papel principal en 2023, junto a Aidan Turner, en la serie dramática de tenis de Amazon Prime Video, Fifteen-Love. Se entrenó para las escenas de tenis y recibió la ayuda en el set de la entrenadora de tenis y ex profesional Naomi Cavaday. Lucy Mangan en The Guardian describió su actuación como «fascinante» y «absolutamente superlativa», porque fue capaz de mostrar «muchas facetas» de su personaje: «antipática, vulnerable, afligida, un caso de madurez forzada y desarrollo detenido [todo] al mismo tiempo». Dónal Lynch, en el Irish Independent, elogió su «tremenda actuación central» con «una mezcla de vulnerabilidad y conocimiento, con una interpretación tímida y despreocupada de sus líneas que a menudo desmentía la confusión en sus ojos». Ese mismo año se la pudo ver en la película escocesa, Silent Roar. También participó en la película independiente, Five and a Half Love Stories in an Apartment in Vilnius, Lithuania,y en la película irlandesa, Songs of Blood and Destiny.
En junio de 2024, fue uno de los varios actores y actrices anunciados como parte del elenco de la adaptación de la BBC de la novela policial de Agatha Christie, Hacia cero. También en 2024 interpretó un papel secundario en la serie de espías de Netflix, Black Doves, protagonizada por Keira Knightley. Hyland tiene un próximo papel en la serie dramática histórica de Steven Knight, A Thousand Blows,que trata sobre los Cuarenta Elefantes, un sindicato criminal londinense de los siglos XIX y XX compuesto exclusivamente por mujeres que se especializaba en hurtos en tiendas.
De septiembre a octubre de 2024 interpretó el papel de «Grania» en la reposición de la obra de teatro del mismo título de la dramaturga británica Lady Gregory, en el Abbey Theatre de Dublín.

## Filmografía
| Año  | Título                                                             | Papel            | Notas                         | Ref.   |
| ---- | ------------------------------------------------------------------ | ---------------- | ----------------------------- | ------ |
| 2021 | My Box and Me                                                      | Clementine       | Cortometraje                  |        |
| 2021 | Intruder                                                           | Mia              | Miniserie; episodio 1x03      |        |
| 2023 | Songs of Blood and Destiny                                         |                  | Película                      | [ 11 ] |
| 2023 | Fifteen-Love                                                       | Justine Pearce   | Papel principal; 6 episodios  | [ 4 ]  |
| 2023 | Silent Roar                                                        | Sas              | Película                      | [ 8 ]  |
| 2023 | Five and a Half Love Stories in an Apartment in Vilnius, Lithuania | Emma             | Película                      | [ 10 ] |
| 2023 | Storyland                                                          | Lisa             | Episodio «Wrapped»            |        |
| 2024 | Palomas Negras                                                     | Williams         | Papel secundario; 6 episodios | [ 18 ] |
| 2025 | A Thousand Blows                                                   | Marianne Goodson | Serie de Disney+              | [ 14 ] |
| 2025 | Hacia cero                                                         | Audrey Strange   | Miniserie; 3 episodios        | [ 12 ] |

### Vídeos musicales
| Año  | Artista         | Título           | Álbum | Ref.   |
| ---- | --------------- | ---------------- | ----- | ------ |
| 2019 | Alana Wilkinson | Partner In Crime |       | [ 19 ] |

## Teatro
| Año  | Título | Papel  | Director(a)          | Teatro        | Ref.   |
| ---- | ------ | ------ | -------------------- | ------------- | ------ |
| 2024 | Grania | Grania | Caitriona McLaughlin | Abbey Theatre | [ 16 ] |